# Grace Ariola
Grace Ariola (9 de mayo de 2000) es una deportista estadounidense que compitió en natación. Ganó cinco medallas en el Campeonato Mundial Junior de Natación de 2017, plata en 50 m libre, 4 × 100 m libre, 4 × 100 m estilos y 4 × 100 m estilos mixto, y bronce en 50 m espalda